# Patologia zwierząt
Patologia zwierząt, zoopatologia – nauka zajmująca się ogółem zagadnień związanych z chorobami organizmów zwierzęcych, dział medycyny weterynaryjnej. Zajmuje się badaniami nad przyczynami (etiologia), mechanizmami (patogeneza) i skutkami chorób zwierząt poszczególnych gatunków.
Integralnymi działami patologii zwierząt są:
- patomorfologia zwierząt
- anatomia patologiczna zwierząt
- histopatologia zwierząt

Z patologią zwierząt powiązana jest również patofizjologia zwierząt, jak również fizjopatologia rozrodu jednak zwykle na wydziałach weterynaryjnych są wykładane przez inny zakład bądź nawet przez inną katedrę.
Klasyfikacją i opisem chorób zajmuje się węższa dziedzina medycyny, jaką jest nozologia